# La dona de l'infern
La dona de l'infern (títol original en indonesi, Perempuan Tanah Jahanam) és una pel·lícula de terror del 2019 escrita i dirigida per Joko Anwar. La pel·lícula és protagonitzada per Tara Basro, Marissa Anita, Christine Hakim, Asmara Abigail i Ario Bayu. La pel·lícula segueix la Maya (Basro), que viatja amb la seva amiga Dini (Anita) al remot poble ancestral a la recerca d'una herència. S'ha doblat i subtitulat al català.
La pel·lícula es va anunciar el 2011 i va estar gairebé una dècada en desenvolupament, però es va arxivar. Set anys més tard, es va recuperar La dona de l'infern com una coproducció internacional entre productores d'Indonèsia, Corea del Sud i els Estats Units. El rodatge es va dur a terme en diversos llocs de Java Oriental, enfrontant-se a reptes a causa de la llunyania de la localització del poble i al fet que Anwar va haver-se d'hospitalitzar amb dengue.
La dona de l'infern es va estrenar a Indonèsia el 17 d'octubre de 2019 i internacionalment al Festival de Cinema de Sundance de 2020. Més tard va ser adquirit per Shudder per a la distribució internacional. La pel·lícula va ser un èxit de taquilla a Indonèsia i va rebre crítiques favorables a escala internacional. Els crítics van elogiar la seva fotografia, el disseny de so i l'ús del folklore indonesi. Va ser seleccionada com a candidata indonèsia per a l'Oscar a la millor pel·lícula de parla no anglesa, però no va ser nominada. A la 40a edició dels premis Citra, la pel·lícula va rebre un rècord de disset nominacions i en va guanyar sis, inclosa la categoria a la millor pel·lícula, a la millor direcció, a l'actriu secundària per a Christine Hakim.